# Clausnitzer-Gletscher
Der Clausnitzer-Gletscher ist ein Gletscher im ostantarktischen Viktorialand. Er fließt von den Random Hills in östlicher Richtung zum Tinker-Gletscher, den er unmittelbar nördlich der Harrow Peaks erreicht.
Der United States Geological Survey kartierte ihn anhand eigener Vermessungen und Luftaufnahmen der United States Navy aus den Jahren von 1955 bis 1963. Das Advisory Committee on Antarctic Names benannte ihn 1968 nach Frazer Warren Clausnitzer (1930–2005), Ionosphärenphysiker auf der McMurdo-Station im antarktischen Winter 1966.